# Battaglia della Vuelta de Obligado
La battaglia della Vuelta de Obligado (Batalla de la Vuelta de Obligado in spagnolo) fu combattuta il 20 novembre 1845 nelle acque del fiume Paraná e vide contrapposte le forze della Confederazione Argentina e una flotta anglo-francese impegnata in un blocco navale contro la nazione sudamericana.
A partire dalla seconda metà del XX secolo questo scontro, che segnò sul campo una netta sconfitta delle truppe di Rosas, ha assunto progressivamente sempre maggiore importanza all'interno della storia argentina ed è stato oggetto di revisionismo storico promosso da vari governi argentini in un'ottica di difesa della sovranità nazionale in termini sia economici che militari. Nel 2010 l'anniversario della battaglia, già dichiarato nel 1974 Giorno della Sovranità Nazionale, è stato proclamato festa nazionale dalla presidente Cristina Fernández de Kirchner.

## Antefatti
Nei primi anni quaranta del XIX secolo nella regione del Río de la Plata si era registrato un crescendo di tensioni tra Juan Manuel de Rosas, governatore della provincia di Buenos Aires e uomo forte dell'Argentina, ed i governi di Gran Bretagna e Francia. La volontà degli anglo-francesi di espandere i propri mercati attraverso le acque dei fiumi argentini senza passare dalla dogana di Buenos Aires aveva scatenato le politiche protezionistiche del dittatore argentino, impegnato a sostenere l'alleato Manuel Oribe nella guerra civile uruguaiana. Alle iniziative politiche Rosas fece poi seguire la chiusura alle navi britanniche e francesi delle acque interne argentine, precludendo così anche i mercati paraguaiani ed uruguaiani. Sui campi di battaglia uruguaiani l'alleanza tra Rosas ed blancos di Oribe aveva piegato i colorados di Fructuoso Rivera, quest'ultimo appoggiato dai francesi e dagli unitarios argentini.
Nel 1843 ai colorados non restava altro che il controllo di Montevideo, nel frattempo cinta d'assedio dalle truppe di Oribe e dalla marina di Rosas. In Gran Bretagna ed in Francia iniziò così una campagna a favore di un intervento nella regione che ripristinasse la pace ed impedisse a Rosas, accusato di varie atrocità, di ottenere il controllo di entrambe le sponde del Río de la Plata. Ciò che in realtà più premeva a Parigi e a Londra era piegare Buenos Aires affinché i porti argentini fossero riaperti alle navi mercantili e le merci potessero raggiungere gli altri paesi della regione.

## La battaglia
Fermamente deciso ad opporsi all'iniziativa anglo-francese Rosas ordinò al generale Lucio Norberto Mansilla, comandante della guarnigione di San Nicolás de los Arroyos, di fermare il convoglio navale. L'ufficiale argentino decise di organizzare le difese su un'ansa del fiume chiamata vuelta de Obligado, a 20 km a nord-ovest del villaggio di San Pedro, nel nord della provincia di Buenos Aires. Per sbarrare il passaggio al convoglio Mansilla fece calare nel Paraná tre grandi catene sostenute da ventiquattro chiatte. A rafforzare il blocco vi erano poi il brigantino Republicano e le cannoniere Restaurador e Lagos. Sulla riva destra le fiume Mansilla fece poi collcare quattro batterie d'artiglieria per un totale di trenta cannoni. Ai due vertici delle catene, ciascuno posto su una riva del fiume, vennero poi scavate delle trincee munite di una trentina di pezzi d'artiglieria leggera e presidiate da circa 2000 soldati e 160 gauchos. 
La squadra anglo-francese era invece composta da undici navi da guerra, di cui sei inglesi (HMS Gorgon, HMS Firebrand, HMS Philomel, HMS Comus, HMS Dolphin, HMS Fanny) e cinque francesi (San Martin, Fulton, Expéditive, Pandour e Procida). Di queste imbarcazioni, ben tre, la  Fulton, HMS Firebrand e la HMS Gorgon, erano piroscafi parzialmente corazzati. L'artiglieria a disposizione degli anglo-francesi era inoltre tra le più moderne dell'epoca, in contrasto con i cannoni leggeri in bronzo a disposizione delle truppe argentine.
Il combattimento iniziò all'alba, con un intenso fuoco dell'artiglieria anglo-francese sulle batterie argentine, dotate di cannoni meno precisi e dal caricamento più lento. Fin dall'inizio gli argentini registrarono perdite consistenti, ciò nonostante la loro artiglieria riuscì a mettere fuori combattimento due navi nemiche, a danneggiarne una terza e a distruggere il cannone della Fulton. Dopo ore di combattimento i difensori si ritrovarono senza munizioni. Due battaglioni inglesi allora sbarcarono per assaltare le difese nemiche. Mansilla ordinò ai suoi sottoposti una carica alla baionetta venendo gravemente ferito. Non più sotto il tiro dell'artiglieria argentina, gli anglo-francesi riuscirono a troncare le catene e a bruciare le chiatte. Apertosi così un passaggio nel blocco il piroscafo francese Fulton lo forzò e sbarcò a riva i soldati a bordo che sopraffecero i difensori nelle trincee e fecero loro 21 pezzi d'artiglieria nemica. La cavalleria argentina, al comando del colonnello Ramón Rodríguez, caricò i nemici costringendoli temporaneamente a reimbarcarsi. Più tardi però, complice sempre la mancanza di munizioni, gli anglo-francesi sbarcarono per una seconda volta a riva conquistando definitivamente le difese della vuelta de Obligado. Tra le numerose perdite, circa 250 morti e 400 feriti, gli argentini lamentarono anche la distruzione del Republicano, che fu fatto saltare in aria dal suo stesso comandante affinché non cadesse in mano nemica. La Restaurador e la Lagos invece riuscirono a sganciarsi con successo e si ritirarono a monte, verso Paso del Tonelero. 
Al termine dello scontro agli anglo-francesi avevano conquistato le difese della Vuelta de Obligado al costo di 28 morti e 95 feriti. Nonostante le poche perdite, le navi da guerra anglo-francesi avevano subito gravi danni e furono costrette ad essere tirate a riva per 40 giorni per effettuare riparazioni di emergenza. Solo 50 dei 92 mercantili in attesa al porto di Ibicuy continuarono il loro viaggio a monte raggiungendo Corrientes, governata dagli unitarios. Il resto rinunciò e tornò a Montevideo. Le navi britanniche e francesi di ritorno da Corrientes furono nuovamente attaccate sulla via del ritorno il 4 giugno 1846 a Paso del Tonelero e ad Angostura del Quebracho registrando la perdita di sei navi mercantili.

## Conseguenze
Nonostante la vittoria degli anglo-francesi, la battaglia e gli eventi successivi dimostrarono comunque che le navi straniere non potevano navigare in sicurezza nelle acque interne argentine contro la volontà del governo di Buenos Aires. L'esito della battaglia contribuì anche a cambiare i sentimenti politici nella Confederazione, dove Rosas si affermò definitivamente come uomo forte oltre che come difensore della sovranità del paese. Nel suo testamento José de San Martín volle lasciare in eredità al Restaurador la sua celebre sciabola per aver difeso l'Argentina dalle mire anglo-francesi.
La notizia delle perdite commerciali subite dal convoglio e i resoconti della determinazione degli argentini arrivarono in Europa, dove i detentori di obbligazioni argentine chiesero la fine dell'intervento. Francia e Regno Unito alla fine revocarono il blocco il 24 novembre 1849 abbandonando così i loro tentativi di aggirare la politica di Buenos Aires. Con due accordi separati, i governi di Londra e Parigi riconobbero il diritto legale del governo argentino sul Paraná e sugli altri fiumi interni, e la sua autorità nel determinare chi vi avesse accesso, in cambio del ritiro dell'esercito di Rosas dalla guerra civile uruguaiana. 
A Parigi una strada venne chiamata Obligado in ricordo della vittoria anglo-francese. Nel 1900, nelle vicinanze, fu aperta una stazione con lo stesso nome sulla linea 1 della metropolitana parigina. Nel 1947, in seguito ad una visita di Eva Perón a Parigi, la fermata (e la strada) furono ribattezzate Argentine in omaggio al paese sudamericano e per ringraziare il governo di Juan Domingo Perón per i generosi aiuti alimentari offerti alla Francia nel secondo dopoguerra.